# John E. Sweeney
John Edward Sweeney (Troy, 9 agosto 1955) è un politico statunitense, membro della Camera dei Rappresentanti per lo stato di New York dal 1999 al 2007.

## Biografia
Nato a Troy, Sweeney si laureò in giurisprudenza e svolse la professione di avvocato. Entrato in politica con il Partito Repubblicano, fu membro dell'amministrazione del governatore George Pataki come segretario del lavoro.
Nel 1998 si candidò alla Camera dei Rappresentanti per il seggio lasciato dal compagno di partito Jerry Solomon e riuscì a farsi eleggere deputato. Negli anni successivi Sweeney fu riconfermato per altri tre mandati con elevate percentuali di voto, pur cambiando distretto congressuale nel 2002. Nel 2006, candidatosi per la rielezione, venne sconfitto dall'avversaria democratica Kirsten Gillibrand e lasciò il Congresso dopo otto anni di permanenza.